# 21109 Sünkel
21109 Sünkel là một tiểu hành tinh vành đai chính với chu kỳ quỹ đạo là 2009.4355278 ngày (5.50 năm).
Nó được phát hiện ngày 4 tháng 9 năm 1992.